# Relações entre Argentina e Austrália
As relações entre Argentina e Austrália são as relações diplomáticas estabelecidas entre a República Argentina e a Austrália. A Argentina mantém uma embaixada em Canberra e a Austrália mantém uma embaixada em Buenos Aires.